# Hrvatska zastava istine
Hrvatska zastava istine je bio hrvatski tjednik koji je izlazio u Zagrebu. Podnaslov novina bio je: novine hrvatskom narodu za politiku, pouku i zabavu.
Izdavač mu je bilo Hrvatsko katoličko tiskovno društvo u Zagrebu. Uređivali su ju Vilim Ivanek i od 1914. Josip Pazman. 